# محوطه اکبرزاده
محوطه اکبرزاده مربوط به دوره مادها است و در شهرستان چرداول، بخش مرکزی، دهستان شباب، روستای نورآباد واقع شده و این اثر در تاریخ ۲۳ بهمن ۱۳۸۵ با شمارهٔ ثبت ۱۷۳۵۶ به‌عنوان یکی از آثار ملی ایران به ثبت رسیده است.